# شهرستان یکوم (تگزاس)
شهرستان یکوم، تگزاس (به انگلیسی: Yoakum County, Texas) یک سکونتگاه مسکونی در ایالات متحده آمریکا است که در تگزاس واقع شده‌است.

## خصوصیات
شهرستان یکوم ۲٬۰۷۲٫۰ کیلومترمربع مساحت دارد.